# Nitter
Nitter — бесплатный альтернативный просмотрщик с открытым исходным кодом для Twitter / X, ориентированный на конфиденциальность и производительность. Его минималистичный пользовательский интерфейс напоминает приложение Twitter для настольного компьютера. Поскольку пользователь не может войти в Twitter через Nitter, у последнего нет уведомлений, нет домашней ленты и нет возможности твитить. По умолчанию у Nitter нет бесконечной прокрутки, следовательно, и маловероятна возможность думскроллинга.
Помимо официальных веб-версий, существуют неофициальные публичные веб-версии, а также мобильные приложения, созданные сообществом, и расширения для браузера (список которых также есть в wiki Nitter), поэтому браузеры могут автоматически перенаправлять URL-адреса Twitter и даже рандомизировать запросы на просмотр между несколькими экземплярами. Nitter финансируется за счет пожертвований, а также гранта от фонда NGI NLnet.